# Стеван Караџић
Стеван Караџић (Никшић, 16. новембра 1960) је српски кошаркашки тренер и бивши играч.

## Играчка каријера
Највећи део своје кошаркашке каријере провео је у КК Црвена звезда. Један је од играча који је одиграо највише утакмица за овај клуб. Најбоље игре у Црвеној звезди пружио је у сезони 1983/84, када је био најбољи стрелац тима у сезони (рачунајући све такмичарске мечеве) са 642 поена на 43 утакмице (просечно 14,9 поена по мечу).
Наступао је још и за Раднички из Новог Сада (од 1975. до 1978. године), Пуљанку (од 1978. до 1980), Градину (1989/90), Слободу из Тузле (1990/91), Борац из Бањалуке (1991/92), Ибон из Никшића (1992/93), и мађарски Шопрон (од 1993. до 1995. године).

## Тренерска каријера
Након завршетка каријере посветио се тренерском послу. Касније је био и тренер Црвене звезде. Функцију првог тренера Црвене звезде обављао је у два наврата. У сезони 1999/00. водио је тим на 15 утакмица, укључујући и полуфиналну серију плеј-офа, када су црвено-бели елиминисани са 2-3 у победама од вечитог ривала. Почео је и наредну сезону (2000/01) као стратег Звезде, али је смењен после 25 утакмица. Повратак на кормило тима са Малог Калемегдана десио се у другом делу сезоне 2006/07. Водио је тим и у наредној (2007/08) сезони, али је поднео оставку пред плеј-оф, па је екипу у доигравању са клупе предводио Милан Шкобаљ. Караџић је као тренер првог тима црвено-белих на 121 такмичарској утакмици остварио скор од 70 победа и 51 пораза. По броју тријумфа као стратег клуба са Малог Калемегдана налази се на деветом месту клупске вечне листе.
Тренер Хемофарма био је од 2008. до 2010. године. Проглашен је за најбољег стратега у Еврокупу 2009. године, када је одвео тим из Вршца до полуфинала где их је зауставио Лијетувос ритас. Од 2010. до 2015. године је водио руски Јенисеј из Краснојарска.
Био је тренер кадетске и јуниорске репрезентације, са којима је освојио златне медаље са Европских првенстава 2001. и 2005. године. Као помоћник Светислава Пешића има освојену златну медаљу са Светског шампионата 2002. у Индијанаполису.
Предводио је женску репрезентацију Србије на Европском првенству 2017. у Чешкој. Иако је на претходном првенству Европе била шампион, екипа је под вођством Караџића заузела тек 11. место.